# Suka Damai (Plakat Tinggi)
Suka Damai is een bestuurslaag in het regentschap Musi Banyuasin van de provincie Zuid-Sumatra, Indonesië. Suka Damai telt 1831 inwoners (volkstelling 2010).